# Selección masculina de hockey sobre césped de Trinidad y Tobago
La selección masculina de hockey sobre césped de Trinidad y Tobago es el equipo nacional que representa a Trinidad y Tobago en las competiciones internacionales masculinas de hockey sobre césped.

## Resultados

### Juegos de la Mancomunidad
- 1998: 8.º
- 2006: 10.º
- 2010: 10.º
- 2014: 10.º

### Juegos Panamericanos
- Indianápolis 1987:
- La Habana 1991:
- Mar del Plata 1995: 5.º
- Winnipeg 1999: 6.º
- Santo Domingo 2003: 6.º
- Río de Janeiro 2007: 4.º
- Guadalajara 2011: 7.º
- Toronto 2015: 7.º

### Copa Panamericana
- London (Canadá) 2004: 4.º
- Santiago de Chile 2009: 5.º
- Brampton (Toronto) 2013: 3.º

### Juegos Centroamericanos y del Caribe
- La Habana 1982: 4.º
- Santiago de los Caballeros 1986: 3.º
- Ciudad de Trinidad y Tobago 1990: 4.º
- Ponce 1993: 2.º
- Caracas 1998: 3.º [1]
- Puerto Rico 2002: 1.º [1]
- Santo Domingo de Guzmán 2006: 2.º [1]
- Mayagüez 2010:  2.º [1]
- Veracruz 2014:  2.º [1]

### Liga Mundial
- 2012-13: 26.º
- 2014-15: 34.º